# Alboin de Spoleto
Alboin a fost duce longobard de Spoleto de la 757 la 758.
Alboin a fost ales ca duce de către nobilimea din Spoleto, dar fără consimțământul regelui longobarzilor de la Pavia.
Papa Ștefan al II-lea căuta să aranjeze lucrurile astfel încât tronul din Langobardia Major să treacă în mâinile lui Desiderius; în același timp însă, încercă să facă astfel încât ducatele de Benevento și Spoleto să presteze omagiu regelui Pepin cel Scurt al francilor. În cele din urmă, Alboin și Liutprand de Benevento și-au oferit ducatele regelui francilor, fără ca acesta să fi cerut acest lucru. Desiderius a pornit în marș spre sudul Italiei și a distrus Spoleto și Benevento. În vreme ce Liutprand de Benevento a reușit să scape, Alboin a fost capturat. Puterea ducală în Spoleto a trecut direct în exercitarea regelui Desiderius.